# Radiación difusa del cielo

La radiación difusa del cielo, también denominada irradiancia horizontal difusa (DHI), es la radiación en la superficie de la Tierra procedente de la luz dispersada por la atmósfera. Se mide en una superficie horizontal con la radiación procedente de todos los puntos del cielo, excluyendo la radiación circunsolar (radiación procedente del disco solar). Casi no habría DHI en ausencia de atmósfera.
Como porcentaje de la radiación global, la radiación difusa es de menos del 10 % del total, en condiciones de cielo despejado y sol cenital. El porcentaje aumenta con el aumento del ángulo cenital solar y alcanza el 100 % en condiciones de crepúsculo, cielo nublado o muy turbio. Se mide con un piranómetro con anillo de sombra.

Los procesos que de dispersión que producen la radiación difusa son la dispersión de Rayleigh de las moléculas del aire, la dispersión de Mie para aerosoles de tamaño comparable a la longitud de onda de la luz y dispersión no-selectiva para partículas de tamaño mucho mayor que la longitud de onda de la luz incidente.
- Datos: Q249023
- Multimedia: Blue sky / Q249023